# Wanted a Wife
Wanted a Wife (o Wanted-- a Wife) è un cortometraggio muto del 1912. Il nome del regista non viene riportato nei credit del film che, prodotto dalla Reliance Film Company, aveva come interpreti James Cooley, Gertrude Robinson, Jane Fearnley.

## Trama
Charles Hubbard, giovane scapolo, potrà entrare in possesso dell'eredità dello zio solo se, entro trenta giorni, contrarrà matrimonio. Al ventinovesimo giorno, appare un'inserzione dove vengono offerti diecimila dollari, accompagnati dalla promessa di un veloce divorzio, a colei che sarà disposta a sposare Charles. Sciami di ragazze assediano lo scapolo d'oro che accetta di farsi intervistare da una giornalista donna. Durante il colloquio, Charles propone il matrimonio alla sua intervistatrice: lei, che si deve prendere cura di una madre invalida, accetta. Dopo le nozze, riceve i diecimila dollari, mentre lo sposo ritorna a casa sua. Lì, Charles si accorge con sorpresa di essersi  innamorato della ragazza che ora vuole veramente per moglie. Corre da lei che si rivela innamorata al pari di lui. I due sposi si abbracciano, ricevendo la benedizione della madre invalida.

## Produzione
Il film venne prodotto dalla Reliance Film Company

## Distribuzione
Distribuito dalla Motion Picture Distributors and Sales Company, il film - un cortometraggio di una bobina - uscì nelle sale cinematografiche degli Stati Uniti il 14 febbraio 1912.